# Semiothisa arata
Semiothisa arata är en fjärilsart som beskrevs av Saalmüller 1891. Semiothisa arata ingår i släktet Semiothisa och familjen mätare. Inga underarter finns listade i Catalogue of Life.